# PhpMyAdmin
phpMyAdmin é um aplicativo web livre e de código aberto desenvolvido em PHP para administração do MySQL e MariaDB pela Internet. A partir deste sistema é possível criar e remover bases de dados, criar, remover e alterar tabelas, inserir, remover e editar campos, executar códigos SQL e manipular campos chaves. O phpMyAdmin é muito utilizado por programadores web que muitas vezes necessitam manipular bases de dados. Normalmente, o phpMyAdmin é tratado como uma ferramenta obrigatória em quase todas as hospedagens da web, além de pacotes off-line, como o WAMPServer, XAMPP, EasyPHP e PHP Triad.

## História
Tobias Ratschiller, um consultor de TI e mais tarde fundador da empresa de software Maguma, começou a trabalhar em uma web baseada em PHP front-end para o MySQL criado , em 1998, inspirado por Peter Kuppelwieser Webadmin do MySQL. Ele desistiu do projeto (e phpAdsNew, do qual ele também foi o autor original) em 2000, devido à falta de tempo.
Por esse tempo, phpMyAdmin já tinha se tornado uma das aplicações mais populares do PHP e de ferramentas de administração do MySQL, com uma grande comunidade de usuários e colaboradores. A fim de coordenar o crescente número de caminhos, um grupo de três promotores, Olivier Müller, Marc Delisle e Loïc Chapeaux, registaram o projeto phpMyAdmin em SourceForge e assumiu o desenvolvimento em 2001.

## Produtos similares
Uma ferramenta muito similar, phpPgAdmin, fornece funcionalidades semelhantes para PostgreSQL. Originalmente era uma derivação do phpMyAdmin, mas o seu código fonte é actualmente muito distinto[carece de fontes?].
Existe uma ferramenta para lidar com o Microsoft SQL Server, de nome phpMSAdmin. Tem os mesmos princípios do phpMyAdmin, mas foi escrito de raiz e não inclui código do phpMyAdmin
Uma ferramenta para lidar com bases de dados MySQL é o phpMinAdmin, que tem todas as características do phpMyAdmin num único ficheiro php.

## Características
Recursos fornecidos pelo programa incluem:
1. Interface da Web;
2. Gestão de dados MySQL;
3. Importar dados de CSV e SQL
4. Exporta dados para vários formatos: CSV, SQL, XML, PDF (através da biblioteca TCPDF), ISO/IEC 26300 - Abre documentos de texto e planilha, Word, Excel, LaTeX e outros;
5. Administra vários servidores;
6. Cria gráficos PDF no layout do banco de dados;
7. Cria consultas complexas usando Query-by-example (QBE)
8. Busca a nível mundial em um banco de dados ou um subconjunto dele;
9. Ativa consultas de monitor (processos).
10. Criar e arrastar bancos de dados
11. Criar, copiar, arrastar, renomear e alterar tabelas
12. Fazer manutenção nas tabelas
13. Deletar, editar e adicionar campos
14. Executar qualquer declaração SQL, até mesmo queries em lote
15. Gerenciar chaves nos campos
16. Carregar arquivos de texto nas tabelas
17. Cria e ler dumps nas tabelas
18. Exportar dados para os formatos CSV, XML e Latex
19. Administrar vários servidores
20. Gerenciar usuários MySQL e seus privilégios
21. Usar Query-by-Example (QBE), criar queries complexas que conectam automaticamente as tabelas requeridas
22. Criar gráficos PDF no layout do banco de dados
23. Procurar globalmente num banco de dados ou numa sub-parte dele
24. Transformar dados armazenados para qualquer formato usando funções pré-definidas, como exibir dados BLOB como imagem, link de download, etc
25. Suporte a tabelas InnoDB e teclas estrangeiras
26. Suporte a mysqli, a extensão MySQL otimizada
27. Comunicar-se em 54 línguas diferentes

## Andamento
O software, que está atualmente disponível em 54 línguas diferentes, ainda está sendo mantido por The phpMyAdmin Project sob Olivier Müller, Marc Delisle, Alexander M. Turek, Michal Čihař e Garvin Hicking.